# チアゴ・ジャロ
チアゴ・エマヌエル・エンバロ・ジャロ（Tiago Emanuel Embaló Djaló、2000年4月9日 - ）は、ポルトガル・アマドーラ出身のサッカー選手。ユヴェントスFC所属。ポジションはDF。

## クラブ経歴
スポルティングCPの下部組織出身で、トップチームに昇格したことでプロデビューを果たした。2019年1月にACミランに移籍したが、トップチームで出場機会を得ることができないまま、半年後の2019年8月1日にラファエル・レオンとのトレード移籍によりLOSCリールへ移籍することとなった。
リールでは4年半で公式戦102試合に出場し、24試合に出場した2020-21シーズンにはリーグ・アン優勝を経験している。2022-2023シーズンも主力として試合に出場していたが、3月に右ヒザ前十字じん帯断裂の大怪我を負ってしまった。
怪我の影響でその後のリールでの公式戦の出場はなかったが、2024年1月22日に510万ユーロでユヴェントスFCへの移籍が決定した。怪我の影響でユヴェントスでも加入からしばらく出場はなかったが、シーズン最終節の2024年5月25日、ACモンツァ戦において途中出場によりユヴェントスでの初出場を果たした。
2024年9月2日、FCポルトへのレンタル移籍が決定。

## タイトル
LOSCリール
- リーグ・アン：1回 (2020-21)

ユヴェントス
- コッパ・イタリア：1回 (2023-24)